# Coccidula
Coccidula (лат.) — род божьих коровок. Представители рода имеют не характерное круглое тело, а удлинённое и овальное.

## Описание
Тело удлинённое, с почти параллельными боками надкрылий. Переднеспинка с умеренно вырезанным передним краем, с угловатыми задними углами. Надкрылья со следами точечных рядов и в неупорядоченной пунктировке, точки в рядах крупные. Усики 11-сегментные, отчётливо булавовидные; длина усиков больше ширины головы.

## Виды
Включает 5 видов, четыре из которых встречаются в Евразии и один в Северной Америке:
- Coccidula lepida LeConte, 1852 (syn= Coccidula occidentalis Horn, 1895)
- Coccidula litophiloidesa Reitter, 1890
- Coccidula reitteria Dodge, 1938
- Coccidula rufa (Herbst, 1783)
- Coccidula scutellata (Herbst, 1783)